# Lechaschau
Lechaschau (già Aschau) è un comune austriaco di 1 988 abitanti nel distretto di Reutte, in Tirolo.